# Шкалярі
Шкалярі (чорн. Škaljari/Шкаљари) — поселення в Чорногорії, підпорядковане общині Котор. Християнське поселення з населенням 4 002 мешканців.

## Населення
Динаміка чисельності населення (станом на 2003 рік):
- 1948 → 2 618
- 1953 → 2 858
- 1961 → 3 570
- 1971 → 4 311
- 1981 → 4 005
- 1991 → 4 168
- 2003 → 4 002

Національний склад міста (станом на 2003 рік):
Слід відмітити, що перепис населення проводився в часи міжетнічного протистояння на Балканах й тоді частина чорногорців солідаризувалася з сербами й відносила себе до спільної з ними національної групи (найменуючи себе югославами-сербами — притримуючись течії панславізму). Тому, в запланованому переписі на 2015 рік очікується суттєва кореляція цифр національного складу (в сторону збільшення кількості чорногорців) — оскільки тепер чіткіше проходитиме розмежування, міжнаціональне, в самій Чорногорії.